# Clavipalpus orbignyanus
Clavipalpus orbignyanus är en skalbaggsart som beskrevs av Blanchard 1850. Clavipalpus orbignyanus ingår i släktet Clavipalpus och familjen Melolonthidae. Inga underarter finns listade i Catalogue of Life.